# Акимов, Андрей Александрович
Андре́й Алекса́ндрович Аки́мов (30 сентября 1890, Никольское, Владимирская губерния, Российская империя — 1916, Восточный фронт Первой мировой войны) — российский футболист, играл на позиции полузащитника. Участник Олимпийских игр 1912.

## Биография
Начал карьеру в клубе «ОКС» в 1907, а через два года перешёл в другой клуб из Орехово-Зуево, «Клуб Спорта Орехово» за который играл до своей мобилизации на фронт Первой мировой войны в 1916 году.
В 1916 году призван в действующую армию, сразу попал на передовую. В бою был тяжело ранен и скончался в госпитале.
Четырёхкратный чемпион Москвы (1910-1913). Серебряный призёр чемпионата Российской империи (1912).
За сборную России дебютировал 30 июня 1912 года на Олимпийских играх 1912, а всего за национальную команду провёл 4 матча.

## Статистика
Как игрок
| Матчи Акимова за сборную России | Матчи Акимова за сборную России | Матчи Акимова за сборную России | Матчи Акимова за сборную России | Матчи Акимова за сборную России | Матчи Акимова за сборную России |
| Дата                            | Место проведения                | Оппонент                        | Счёт                            | Голы                            | Соревнование                    |
| ------------------------------- | ------------------------------- | ------------------------------- | ------------------------------- | ------------------------------- | ------------------------------- |
| 30 июня 1912                    | Транеберг                       | Финляндия                       | 1:2                             | -                               | Олимпиада 1912                  |
| 3 июля 1912                     | Транеберг                       | Норвегия                        | 1:2                             | -                               | Товарищеский матч               |
| 12 июля 1912                    | Москва                          | Венгрия                         | 0:9                             | -                               | Товарищеский матч               |
| 4 мая 1913                      | Москва                          | Швеция                          | 1:4                             | -                               | Товарищеский матч               |
| 14 сентября 1913                | Москва                          | Норвегия                        | 1:1                             | -                               | Товарищеский матч               |

## Футбольные достижения
Москва
- Серебряный призёр чемпионата Российской империи: 1912
- Чемпион Москвы (4): 1910, 1911, 1912, 1913
- Серебряный призёр чемпионата Москвы: 1915
- Бронзовый призёр чемпионата Москвы: 1909